# Leptospermum glabrescens
Leptospermum glabrescens là một loài thực vật có hoa trong Họ Đào kim nương. Loài này được N.A.Wakef. mô tả khoa học đầu tiên năm 1955.